# عبد العزيز بن فهد بن عبد العزيز آل سعود
الأمير عبد العزيز بن فهد بن عبد العزيز آل سعود (15 أبريل 1973) هو الابن الأصغر من أبناء الملك فهد بن عبد العزيز آل سعود، ووزير الدولة عضو مجلس الوزراء سابقاً ورئيس ديوان مجلس الوزراء سابقا، أمه الأميرة الجوهرة بنت إبراهيم بن عبد العزيز آل إبراهيم وكان جدها عبد العزيز آل إبراهيم من القادة في حروب الملك عبد العزيز، كما شغل والدها عدة مناصب آخرها منصب أمير الباحة.

## دراسته
درس الابتدائية والمتوسطة والثانوية بمدارس الرياض للبنين والبنات الأهلية وحصل على شهادة البكالوريوس في العلوم السياسية من جامعة الملك سعود العام 1993م - 1413هـ.[بحاجة لمصدر]

## وظائفه
- في مايو 1998: عُيّن في منصب وزير الدولة وعضو مجلس الوزراء.
- في يناير عام 2000: عُيِّنَ رئيساً لديوان رئاسة مجلس الوزراء بمرتبة وزير بالإضافة إلى عمله وزيرا للدولة وعضواً في مجلس الوزراء.
- في يونيو عام 2011: إعفاء الأمير عبد العزيز بن فهد بن عبد العزيز آل سعود رئيس ديوان رئاسة مجلس الوزراء من منصبه بناء على طلبه، مع استمراره في منصبه وزيرا للدولة وعضواً في مجلس الوزراء.
- في أبريل عام 2014: إعفاء الأمير عبد العزيز بن فهد بن عبد العزيز وزير الدولة وعضو مجلس الوزراء من منصبه بناءً على طلبه.

الأمير له حصة في مجموعة ال إم بي سي تقدر بنسبة 33% التي يملكها وليد بن إبراهيم الإبراهيم ويستلم الأمير جزء من أرباح المجموعة.
يملك جزءاً من شركة سعودي أوجيه.

## حياته الخاصة والاسرة

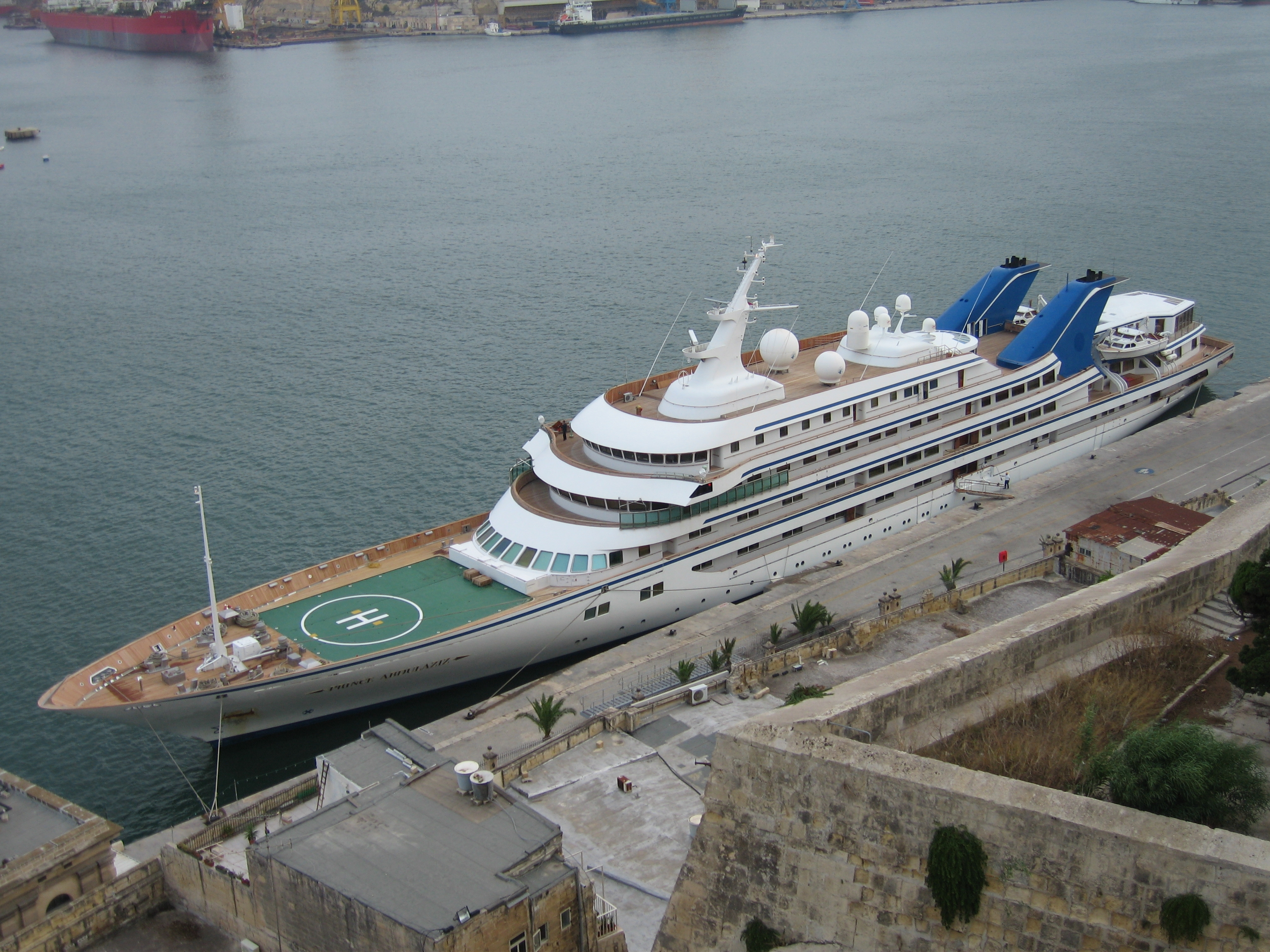
يخت الأمير.

### الأسرة
- الأميرة العنود بنت فيصل بن مشعل بن عبد العزيز آل سعود.[5][6] وله من البنات الأميرة الجوهرة (مواليد 8 يوليو 2015)، والأميرة لطيفة (مواليد 8 أغسطس 2016).

### الحياة الخاصة
يملك عبد العزيز يخت إسمه الدرعية وهو من أكبر اليخوت في العالم، ويملك يختاً آخر إسمه «عبد العزيز» ورثه من والده بنيت عام 1984 وتعتبر ثالث أكبر يخت في العالم يقدر ثمنها بمائتي مليون دولار أمريكي وقد أهدى اليخت لخادم الحرمين الشريفين الملك عبد الله بن عبد العزيز.
يملك الأمير عدة قصور في المملكة العربية السعودية يقدّر ثمنهم الإجمالي بأكثر من 2$ مليار دولار إحداها في الرياض مساحتها كيلو متر مربع وداخل القصر هناك قصور عدة منها نسخة طبق الأصل من قصر الحمراء بغرناطة، ونسخة مصغرة من الهايد بارك اللندنية. ولديه في الرياض أيضا منتجع «العاذرية» في البر والبناء نسخة طبق الأصل من قصر المربع اللذي كان يقطن فيه جده الملك عبد العزيز، وقصر في الخبر على الخليج تقدر ب 173$ مليون دولار.[محل شك]
 وأخرى في جدة على شط البحر ضخمة ومحاطة بالجدران، داخل ساحة القصر يوجد برجان طويلان منحوتة على الطراز الإسباني والشوارع فيها معبدة برخام إيطالي. ويملك قصور أخرى في العديد من بلدان أوروبا وأمريكا.[محل شك]

## وصلات خارجية
- صفحة الأمير عبد العزيز بن فهد في تويتر